# Selo, Moravske Toplice
Selo (madžarsko Nagytótlak, prekmursko nekoč Selanci) je naselje v Občini Moravske Toplice.

## Opis
Leži na nadmorski višini 295 m in predstavlja tipično razloženo naselje ob cesti Murska Sobota - Prosenjakovci. Iz vasi se odcepi cesta v bližnjo Čikečko vas in naprej v Motvarjevce. Cesta skozi bližnje Prosenjakovce vodi na manj kot 3km oddaljeno Madžarsko.Vas sestavlja več zaselkov: Bétlehem, Dolóvje, Gábrnik, Kócetke, Lípajge, Mákotrov Breg, Pesérje, Püsnovi, Vrej in Vršič. Širše območje naselja je gričevnato, zemljišča so pretežno obdelovalne površine (travniki, sadovnjaki - jabolka, hruške, slive, češnje, žito, krompir so glavne poljščine), strmejši deli so gozdnati.
Prebivalci, ki jih je bilo v letu 2013 skupaj 252 se ukvarjajo s kmetijstvom, delno pa so zaposleni v večjih bližnjih krajih. Poprečna starost je precej visoka in znaša 44,7 leta.
V vasi imajo gasilni dom , ki je bil zgrajen leta 1959. Leta 1952 je bila zgrajena evangeličanska cerkev. V letu 1625 je v Selu deloval kalvinski pastor in tudi poučeval, leta 1698 je poučeval evangeličanski pastor, leta 1753 pa so pouk ukinili.

## Cerkev sv. Nikolaja
V vasi Selo stoji znamenita romanska rotunda, ki se s svojimi gotskimi freskami uvršča med naše najpomembnejše sakralne spomenike. Nastala je v prvi polovici 13. stoletja.